# الغزو الألماني للدنمارك (1940)
كان الغزو الألماني للدنمارك ( عملية Weserübung ) هو الهجوم الألماني على الدنمارك في 9 أبريل 1940، خلال الحرب العالمية الثانية. كان الهجوم مقدمة للهجوم الرئيسي ضد النرويج ( Weserübung Nord ). مصطلح Weserübung يعني تمرين Weser باللغة الإنجليزية، الذي سمي على اسم نهر فيزر في شمال غرب ألمانيا.
كانت أهمية الدنمارك الاستراتيجية لألمانيا محدودة. كان الغرض الأساسي من الغزو هو استخدام الدنمارك كمنصة انطلاق للعمليات ضد النرويج، لتأمين خطوط إمداد للقوات على وشك الانتشار هناك. تم بناء شبكة واسعة من أنظمة الرادار في الدنمارك للكشف عن القاذفات البريطانية المتجهة إلى ألمانيا.
كان الهجوم على الدنمارك خرقًا لاتفاقية عدم الاعتداء التي وقعتها الدنمارك مع ألمانيا قبل أقل من عام. كانت الخطة الأولية هي دفع الدنمارك لقبول إمكانية استخدام القوات البرية والبحرية والجوية الألمانية للقواعد الدنماركية، لكن أدولف هتلر طالب لاحقًا بغزو كل من النرويج والدنمارك.
كانت القوات العسكرية الدنماركية أدنى من حيث العدد والمعدات، وبعد معركة قصيرة أُجبرت على الاستسلام. بعد أقل من ساعتين من النضال، أوقف رئيس الوزراء الدنماركي ثورفالد ستونينج العمليات الدفاعية ضد الهجوم الألماني، خوفًا من أن الألمان سيقصفون كوبنهاغن، كما فعلوا مع وارسو أثناء غزو بولندا في سبتمبر 1939. بسبب صعوبات الاتصال، واصلت بعض القوات الدنماركية القتال، ولكن بعد ساعتين إضافيتين، توقفت جميع المقاومة.
استمرت ما يقرب من أربع ساعات، كانت الحملة البرية الألمانية ضد الدنمارك واحدة من أقصر العمليات العسكرية في الحرب العالمية الثانية. 

## خلفية
الهجوم على الدنمارك كان جزءًا من عملية فيزروبونغ، خطة ألمانيا لغزو النرويج. كان الغرض الرئيسي منه هو تأمين خام الحديد الذي تم شحنه من نارفيك. للاستيلاء على النرويج، كان على الألمان السيطرة على الميناء خارج ألبورج في شمال يوتلاند.  وافقت القيادة العليا في البحرية الألمانية على احتلال الدنمارك لتوسيع شبكة الدفاع البحري الألمانية شمالًا، مما يجعل من الصعب على السفن البريطانية الالتفاف عليها من الشمال عند مهاجمة السفن في المحيط الأطلسي.  قدمت المضايق النرويجية أيضًا قواعد ممتازة للغواصات الألمانية في شمال المحيط الأطلسي.

## خطة الهجوم الألمانية
خططت القيادة العليا الألمانية لهجوم مشترك على الدنمارك لغزو البلاد بأسرع ما يمكن. شملت هجوما محمولا جوا على مطارات ألبورج، وإنزال مفاجئ للمشاة من المساعدين البحريين في كوبنهاغن، وهجوم بري متزامن عبر شبه جزيرة جوتلاند.  في 4 أبريل، حذر الأدميرال فيلهلم كاناريس، رئيس أبفير والمشاركين في المقاومة الألمانية للنازية، الدنماركيين من غزو وشيك. 

##### بريفيداد

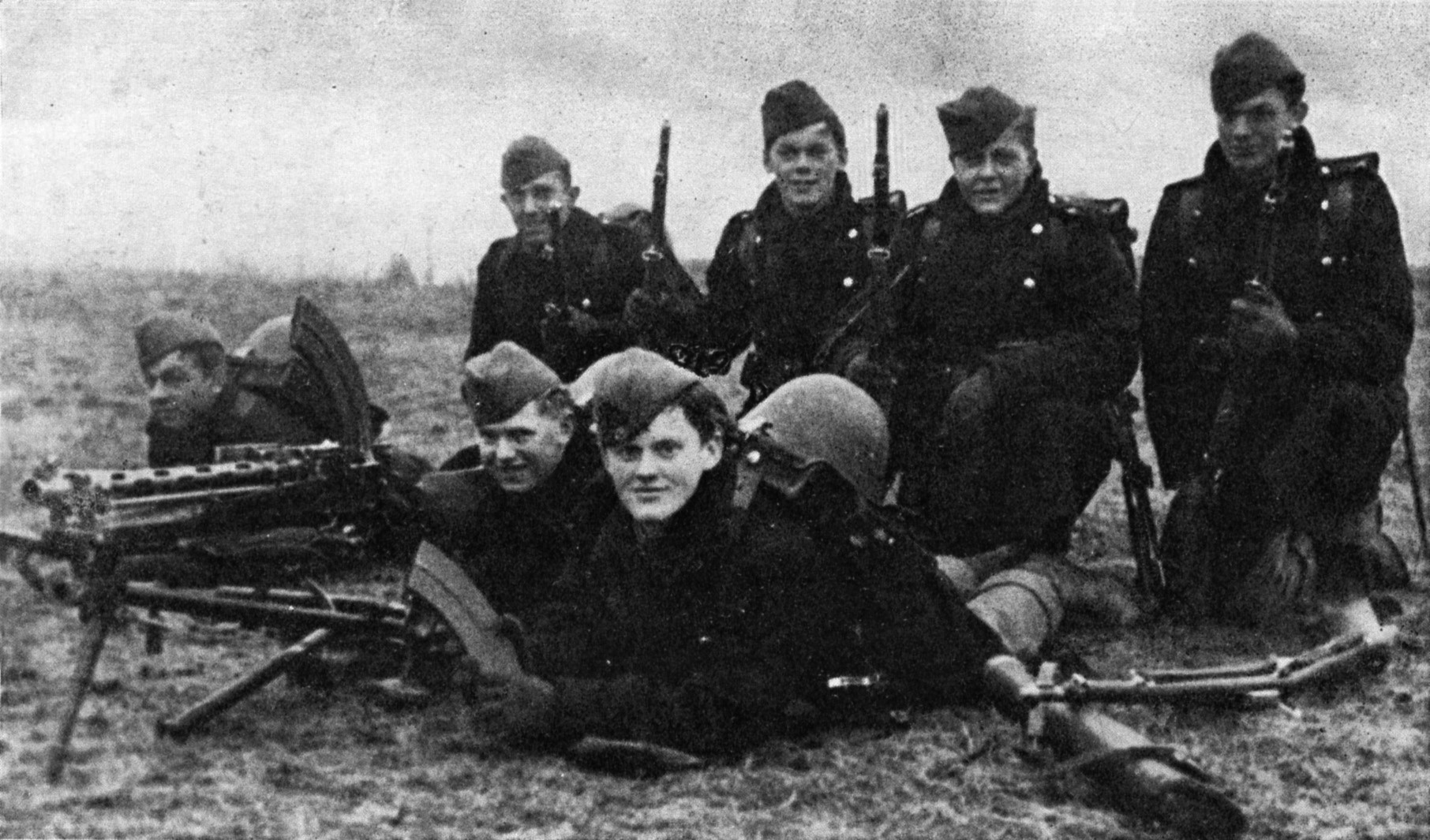
القوات الدنماركية في Bredevad في صباح الهجوم الألماني. وقتل اثنان من هؤلاء الجنود في العمليات في وقت لاحق من ذلك اليوم

## مناوشات

### القتال في جوتلاند

#### التوجه المركزي

##### ابينراء
| German Army |
| --- |
| - Headquarters under XXXI Corps Denmark Command ‏ - فرقة المشاة 170 - 391st Infantry Regiment - Headquarters Company - 1st Battalion - 2nd Battalion - 3rd Battalion - 399th Infantry Regiment - Headquarters Company - 1st Battalion - 2nd Battalion - 3rd Battalion - 2nd Battalion, 602nd Transport Battalion - 401st Infantry Regiment - Headquarters Company - 1st Battalion - 2nd Battalion - 240th Field Artillery Regiment - Headquarters Battery - 1st Battalion - 2nd Battalion - 3rd Battalion - 170th Brigade Headquarters - 240th Anti-Tank Artillery Battery - 240th Bicycle Reconnaissance Squadron - 240th Engineer Battalion - 240th Signal Battalion - 240th Divisional Train - 198th Infantry Division ‏ - 305th Infantry Regiment - Headquarters Company - 1st Battalion - 2nd Battalion - 3rd Battalion - 308th Infantry Regiment - Headquarters Company - 1st Battalion - 2nd Battalion - 3rd Battalion - 326th Infantry Regiment - Headquarters Company - 1st Battalion - 2nd Battalion - 235th Artillery Regiment - Headquarters Battalion - 1st Battalion - 2nd Battalion - 3rd Battalion - 198th Brigade Headquarters - 235th Anti-Tank Artillery Battery - 235th Bicycle Reconnaissance Squadron - 235th Engineer Battalion - 235th Signal Battalion - 235th Divisional Train - 11th Motorized Brigade - 11th Brigade Headquarters - 110th Infantry Regiment - Headquarters - 1st Battalion - 2nd Battalion - 110th Motorcycle Company - 110th Transport Detachment - 111th Infantry Regiment - Headquarters - 1st Battalion - 2nd Battalion - 111th Motorcycle Company - 111th Transport Detachment - 3rd Battalion, 677th Artillery Regiment - 40th Armoured Detachment - Direct Controlled Corps Units - 4th Machine-Gun Battalion - 13th Machine-Gun Battalion - 14th Machine-Gun Battalion - 6th SS Infantry Regiment - 2x Squads - 23rd Panzer Battalion - 2x Squads - 24th Panzer Battalion - 2x Squads - 25th Panzer Battalion - 2nd Battery, 729th Artillery Battalion - 3rd Battery, 729th Artillery Battalion - 431st Signal Corps Battalion - 431st Supply Corps Battalion - 431st Motorcycle Courier Platoon - 431st Field Post Platoon - 431st Military Police Platoon - 431st Rations Admin Platoon - 24th Railroad Construction Engineer Company - 634th Field Hospital - 2nd Company, 615th Field Ambulance - 676th Military Government Commandment Regiment - 436th Military Government Commandment Regiment - 633rd Military Government Commandment Regiment - 716th Military Government Commandment Regiment - Gruft Luftwaffe Regiment - Headquarters - 2nd Heavy Reconnaissance Squadron, 10th Reconnaissance Regiment - 1st Mixed Anti-Aircraft Battalion, Gruft Group - 1st Mixed Anti-Aircraft Battalion, 8th Regiment - 2nd Mixed Anti-Aircraft Battalion, 19th Regiment - Kluge Infantry Detachment Battalion |

## Aftermath
The Danes capitulated within six hours, resulting in a uniquely lenient الدنمارك في الحرب العالمية الثانية, as the Germans were content to leave the عرق الشمال Danes to manage their own affairs. Danish soldiers were disarmed that afternoon, and those captured were allowed to return to their units. The following day, the island of بورنهولم was occupied without incident by a single battalion. The القوات البرية الدانماركية was severely reduced after the invasion, with only a 3,300-strong "Life Guard" unit allowed to remain.

## References

### Citations
1. ↑  Dildy 2007، صفحة 16.
2. ↑  Dildy 2007، صفحة 15.
3. ↑  Dildy 2007، صفحة 22.
4. ↑  Dildy 2007، صفحات 18,28.
5. ↑  Hooton 2007، صفحة 29.
6. 1 2 3  Zabecki 2014، صفحة 323.
7. 1 2  Hooton 2007، صفحة 31.
8. ↑  Lindeberg 1990، صفحة 98.
9. 1 2 3  Dildy 2007.
10. ↑  Lindeberg 1990.
11. ↑  Axelrod، Alan (2008). The Real History of World War II: A New Look at the Past (ط. illustrated). Sterling Publishing Company, Inc. ص. 53. ISBN:9781402740909. مؤرشف من الأصل في 2017-08-11.
12. ↑  Finsted 2004.
13. ↑  Ziemke 1959.
14. ↑  Nigel 2014.

### Bibliography
- Dildy، Douglas C. (2007). Denmark and Norway 1940: Hitler's boldest operation. London: Osprey Publishing Ltd. ISBN:978-1-84603-117-5.
- Hooton، Edward R. (2007). Luftwaffe at War; Gathering Storm 1933–39. London: Chevron/Ian Allan. ISBN:978-1-903223-71-0.
- Jürgensen، H.J. (2015). Krigshistorisk Tidsskrift, 51. årgang, nr. 1, marts 2015. København.{{استشهاد بكتاب}}:  صيانة الاستشهاد: مكان بدون ناشر (link)
- Lindeberg, Lars (1990). 9. april; De så det ske (بالدنماركية). Denmark: Sesam. ISBN:87-7258-504-8.
- Nigel، Thomas. (2014). Hitler’s Blitzkrieg Enemies 1940: Denmark, Norway, Netherlands & Belgium. London: Osprey Publishing. ISBN:978-1-78200-596-4.
- Schrøder, Hans A. (1999). Angrebet på Værløse flyveplads den 9. april 1940 : flyveren Vagn Holms dagbog fra den 8. og 9. april suppleret med en omfattende dokumentation (بالدنماركية). Denmark: Flyvevåbnets bibliotek. ISBN:87-982509-8-1.
- Shirer، William (1990). The Rise and Fall of the Third Reich: A History of Nazi Germany. New York: Simon & Schuster. ISBN:978-1-45165-168-3.
- Tveskov، Peter (2003). Conquered, not defeated. Growing up in Denmark during the German Occupation of World War II. Oregon: Hellgate Press. ISBN:978-1-55571-638-7.
- Zabecki، David T. (2014). Germany at War: 400 Years of Military History. London: ABC-Clio Inc. ISBN:978-1-59884-980-6.
- Ziemke، Earl F. (1959). The German Northern Theater of Operations 1940-1945. مؤرشف من الأصل في 2022-09-22. اطلع عليه بتاريخ 2016-08-18. {{استشهاد بكتاب}}: |عمل= تُجوهل (مساعدة)

## External links
- Finsted، Per (2004). "The Danish Army on April 9th, 1940" (PDF). Chakoten.dk. مؤرشف من الأصل (PDF) في 2016-05-07. اطلع عليه بتاريخ 2016-08-17. {{استشهاد ويب}}: الوسيط |ref=harv غير صالح (مساعدة)
- Nielsen، Kay S. (2005). "Besættelsen af Danmark den 9. april 1940 var ikke fredelig". Cultours.dk. مؤرشف من الأصل في 2018-12-28. اطلع عليه بتاريخ 2016-08-17. {{استشهاد ويب}}: الوسيط |ref=harv غير صالح (مساعدة)
- Ziemke، Earl F. (2000) [1960]. "The German Decision to Invade Norway and Denmark". في Kent Roberts Greenfield (المحرر). Command Decisions. United States Army Center of Military History. CMH Pub 70-7. مؤرشف من الأصل في 2023-08-02.